# Zeta A
Zeta A è un singolo degli Zero Assoluto, pubblicato nel 1999 dalla Universal Music Group.

## Tracce
1. Zeta A (Radio Edit)
2. Zeta A (Radio Edit Istrumental)
3. Zeta A (Absolute Remix)
4. Zeta A (Absolute Remix istrumental)